# Club Técnico Universitario
El Club Deportivo Técnico Universitario, más conocido como Técnico Universitario, es una entidad deportiva ecuatoriana con sede en la ciudad de Ambato. Fue fundado el 26 de marzo de 1971, como un equipo deportivo estudiantil de la Universidad Técnica de Ambato. Actualmente participa en fútbol masculino y femenino: su plantel masculino se desempeña en la Serie A, y su plantel femenino, en la Serie A Amateur.
El equipo recibe los apelativos de «Rodillo Rojo» y «Rojiblanco» debido a su característica camiseta de rayas rojas y blancas. Además, es apodado como «Guaytambo», debido a que ese es el denominativo que reciben los ambateños. En cuanto a los logros deportivos, sus mayores logros son los subampeonatos del Campeonato Ecuatoriano de Fútbol en 1978 y en 1980. No obstante, ha logrado varios títulos en divisiones menores, siendo el equipo más laureado de la Serie B, con seis títulos. Su mayor rivalidad es con el Club Deportivo Macará, al ser ambos los dos equipos más populares de Ambato y la Provincia de Tungurahua, juntos protagonizan el Clásico Ambateño. También tiene gran rivalidad con Centro Deportivo Olmedo, el equipo más popular de Riobamba, ciudad muy cercana a Ambato.
El club juega sus partidos de local en el estadio Bellavista, donde comparte localía con Macará. El estadio tiene una capacidad de 16.467 personas y es propiedad de la Federación Deportiva de Tungurahua. Su centro de entrenamientos es el Complejo Deportivo Quillán Loma, localizado en las cercanías de la urbe ambateña.

## Historia

### Fundación y primeros años
En un principio, el equipo estudiantil de la Universidad Técnica de Ambato jugó el 1 de abril de 1970 un partido contra un equipo estudiantil de la Universidad Central de Quito, siendo este su primer contacto con el fútbol profesional.
Luego, el Club Técnico Universitario se fundó como tal el 26 de marzo de 1971, cuando el rector de la universidad, Carlos Toro Navas, y el presidente de la Liga Deportiva Universitaria de la Universidad Técnica de Ambato, Jorge Álava, solicitaron la inscripción del equipo ante la Asociación Profesional de Fútbol de Tungurahua.
Inicialmente, el equipo de la Universidad Técnica de Ambato (UTA) no tenía un nombre adecuado y fue Juan Tapia empleado de esta universidad el que sugirió el nombre, con el cual se le conoce a partir de 1971 al equipo de la Universidad Técnica de Ambato.
El primer partido oficial por el torneo de ascenso lo jugó el 12 de septiembre de 1971 y el cuadro del rodillo rojo lo perdió ante el América de Ambato, su primer director técnico del equipo del rodillo rojo fue Luis Amaluisa.
En los años de 1971 y 1972, el club participó en los torneos de la Asociación de Fútbol de Tungurahua sin mayor éxito.
Fue en 1973 cuando consiguió clasificarse para jugar la promoción de ascenso al fútbol nacional, en la que su primer partido fue contra el Aucas, y lo perdió por 2 a 1. No tuvo suerte y no clasificó. Sin embargo, en el año siguiente, fue campeón del fútbol de Tungurahua y, conjuntamente con el Club Libertad, pasó a formar parte de la Serie B del fútbol ecuatoriano de 1975.
En 1975, realizó una buena campaña y llegó a instancias finales, pero no pudo subir a la Serie A, ya que el Olmedo de Riobamba no pudo clasificar al Cuadrangular Final al ocupar en tercer puesto de la Primera Etapa de la Serie B de 1975 con 16 puntos igualando al Audaz Octubrino de Machala ocupar en segundo puesto de la Primera Etapa de la aquel torneo.
Al año siguiente, en 1976, fue el América de Quito el que dejó afuera a Técnico Universitario, al pagar una multa, tropezó y por un gol diferencia superó al equipo ambateño.

### Época gloriosa
En 1977 se armó un buen equipo. Juan Araujo era el nuevo director técnico, grandes jugadores, importante apoyo de la universidad y un equipo de dirigentes al final del año dieron a Ambato una importante fiesta, un baño en la pileta de Cumandá y una gran caravana desde Quito, cuando el 5 de diciembre se logró una importante victoria por 1 a 0 ante el Deportivo Quito, estos fueron los actos que saludaron el triunfo del rodillo rojo del Técnico Universitario y su ascenso.
En el año de 1978 el club asciende por primera vez a la Serie A y logra el vicecampeonato de la Serie A con un fútbol contundente. La alineación titular fue: Ramón "Candado" Souza Duarte, Luis Cajas, Miguel Ángel Russo, el flaco Enrique Simisterra el infranqueable en el medio campo, Washington "Patrón" Guevara, "Carretilla" Paredes en la defensa; Fabián Vicente Burbano, Belford "Colorado" Párraga en el medio campo; Aguirre, Rubén Darío "Cabezón" Armoa, "Polaco" Bustos y Luis "Chivo" Jiménez en la delantera. Durante el campeonato también alineó como lateral derecho Erazo. El juego de Técnico Universitario se caracterizó por jugar con marcadores laterales con llegada y gol, como aquellos goles que Lucho Cajas marco a El Nacional en el Atahualpa para el triunfo 2-0.
Uruguay y el Estadio Centenario de Montevideo fueron el destino de la primera participación en Copa Libertadores de 1979, el destino en esta ocasión era el charrúa, Uruguay el país y los equipos Peñarol y Nacional, los resultados no fueron buenos, pero lo que se aprendió fue importante.
En 1979 Técnico logra un cuarto puesto y sigue siendo protagonista.
En la década del ochenta fue la “década de oro” para el Rodillo Rojo, en el año 1980 llega Ernesto Guerra como entrenador del equipo, se mantiene la base del equipo del 78 con algunas modificaciones ya que Washington Guevara se retiró del fútbol y fue reemplazado por el "Cacho" Alvear, Aguirre por lesión fue reemplazado por Geovanny "El Pollo" Mera, Bustos es reemplazado por el "Conejo" Muletaler y así se logra nuevamente el vicecampeonato, otra participación de Copa Libertadores de América se dio en 1981 lastimosamente no se pudo ganar un partido, el destino en esta ocasión era el altiplano, Bolivia el país y los equipos The Strongest y Jorge Wilstermann. Recordar que Técnico Universitario ganó a Barcelona en Copa Libertadores, dejándolo sin posibilidades de clasificar a los octavos de final.

### Recorriendo el sendero
La Copa Libertadores no dejó buenos resultados, dejó un ejemplo de honradez cuando en el último partido se goleó a Barcelona SC y este equipo no logra su ansiado paso a la siguiente etapa de la Copa Libertadores.
Un triste recuerdo, es el descenso a la Serie B, que fue lo que dejó el paso de Alberto Spencer como Director Técnico. Técnico Universitario regresaría a la máxima categoría en 1981.
Es importante recordar a gente universitaria que fue un gran apoyo cuando el equipo era parte de la Universidad en su calidad de rectores Carlos Toro Navas, José Orozco Cadena, Raúl Armendariz y como vicerrectores Abraham Gutiérrez y Jorge Ortiz Miranda.
Desde 1982 hasta 1992 se tiene buenos y malos momentos, tal vez lo más rescatable es un tercer puesto en 1986 donde se pudo haber sido nuevamente vicecampeones, pero un disparo de Gabriel Cantos que impacto en el horizontal faltando tres minutos no permitió otra Copa Libertadores.
Unos dos cuartos puestos en otros años, pero siendo siempre un equipo digno, honesto y con directivos plenamente identificados con la causa ambateña.
En 1992 se sufrió y se salvó del descenso en el Estadio Olímpico Atahualpa, frente a la Liga de Portoviejo, en esta década, Técnico hizo camino al andar, a veces estos eran pavimentados y los resultados buenos, otras empedrados y de polvo cuando los resultados no se daban o el dinero faltaba para cubrir pagos.
En el año de 1993, lamentablemente el equipo vive su peor momento y desciende a la Serie B, fueron dos años de angustia jugando en canchas que no merecen llamarse estadios y que en más de una ocasión pudieron haber sido causantes de verdaderas tragedias, como la que ocurrió en el estadio Estadio 7 de Octubre de Quevedo y que jugadores y periodistas vivieron el drama de ver como se caía la cubierta de dicho campo deportivo, triste la historia del 1994 y 1995 al jugar en dicha serie.

### Participación en Copa Conmebol
Al finalizar 1995, Técnico logra su ascenso a la Serie A. Para 1996, este equipo logra nuevamente tener la participación en un torneo internacional después de ganar el sextangular de no descenso y clasificarse así a la Fase Pre-Conmebol en donde le gana al Barcelona la participación en la Copa Conmebol 1997 gracias al gol de visitante, en donde tienen que enfrentar de rival al Universitario del Perú, en el partido de ida realizado en Perú, Universitario golea de local 3 a 0, mientras que en Ambato se registró un empate 0 a 0, quedando eliminados en octavos de final.
Lastimosamente la recesión y crisis económica del país afecto a pequeños equipos de fútbol como el nuestro, errores propios llevaron que el equipo este disputando 2 años en el torneo en la Serie "B".
Sería imposible no recordar ha quienes fueron los causantes de la historia del "inmortal rodillo". Podemos citar jugadores que han sido un aporte valioso y que se han entregado por la defensa rojo y blanco.
Galo Juca uno de los primeros goleadores, Marco Armas, Souza Duarte, Miguel Russo, Miguel Jiménez, Luis Alfonso Jiménez, Darío Armoa, Roberto Repetto, Manuel Villegas, Marco Molina, Gorky Revelo, Jorge Alvear, Ramiro Aguirre, Juan Caballero, Julio Paredes, el rey de la general, los hermanos Párraga Roque y Belford, Mario Calero, Alcides de Oliveira, Washington Guevara, Ángel Mera, los hermanos Arias mejor conocidos como los Flacos, Luis Cajas. Otros más jóvenes como: Geovanny Mera, Luis Cherrez, Pepe Oleas, Walter Salazar, Ángel Carabalí, Ángel Buenaño, Silvio Salazar. Pero hay nombres que ya son parte de la historia como: Héctor Romulo Sinchiguano, uno de los primeros capitanes del T.U. y por cierto el eterno Capitán, Fabián Vicente Burbano.

### Participación internacional
No ha ganado ningún torneo internacional hasta el momento, pero cuenta con participaciones internacionales en la Copa Libertadores en dos ocasiones, jugando la primera fase en 1979 y 1981; asimismo jugó en la primera fase de la Copa Conmebol en 1997.

### Actualidad
El 25 de noviembre de 2011 corona su gran campaña consiguiendo el ascenso a la división de honor como campeón y al ganar como local por 2-0 al conjunto recién descendido Atlético Audaz, el cuadro orense no llegó ya que por problemas administrativos el club es suspendido por la FEF por deudas pendientes, partido jugado en el Estadio Bellavista de Ambato.
El 19 de agosto de 2012 vence por el marcador de 1-0 a Barcelona Sporting Club en el estadio Monumental en la segunda etapa del campeonato nacional y vuelve a reescribir la historia tras acabar con el invicto y derrotar después de 22 años en su estadio al ganador de la primera etapa del torneo nacional 2012.
El domingo 2 de diciembre de 2012, el equipo ambateño tenía la gran oportunidad, de salvarse de todo y también quedarse en la Serie A en forma directa. Sin embargo, perdió como local ante El Nacional por 3 goles a 1 y fue condenado a descender a la Serie B para el año 2013, luego de estar 1 año jugando en Serie A y el descenso se consumó, por su derrota ante los militares.
El 2015 arrancó con malos resultados, lo que provocó la salida del entrenador Carlos "El Chino" Calderón. La dirigencia encabezada por Wilson Velasteguí decidió contratar al argentino Jorge Alfonso, se separó al estratega chileno Óscar del Solar por bajo rendimiento y su reemplazo en la cuota extranjera sería el estratega nacional Boris Fiallos. El primer partido dirigido por Fiallos fue contra el viejo conocido equipo vicecampeón de la Serie B del 2002 y exequipo del ex-estratega del Delfín y actual estratega del Barcelona, Fabián Bustos, el Manta F.C. el cual ganó 1x0. La irregularidad del plantel nunca paró y el presidente Wilson Velasteguí dio un paso al costado y asumió Andrés Arias. Ese año, el jugador paraguayo Héctor Penayo se convirtió en el máximo artillero del club y de la Serie B del 2015 con 18 tantos, por detrás del jugador criollo Wagner Valencia del Gualaceo S.C., quien tuvo 19 tantos.
La irregularidad del club ambateño continuó y se contrató al estratega chileno Óscar del Solar para reemplazar al estratega nacional Boris Fiallos. Finalmente el equipo nunca encontró rumbo, se quedó en medio camino y se terminó el campeonato en la sexta posición, muy lejos del ascenso.
El 2016, tras resultados irregulares, ocurrió la salida del entrenador Geovanny "El Pollo" Mera. La dirigencia encabezada por Tito Jara decidió contratar a Jorge Vareles, se separó al estratega Fernando Salazar por bajo rendimiento y su reemplazo en la cuota extranjera sería el exjugador de Liga de Quito, Patricio Hurtado. El primer partido dirigido por Hurtado fue contra el Clan Juvenil el cual ganó 1x0 y mantuvo las esperanzas pero estando lejos del ascenso. La irregularidad del plantel nunca paró a pesar de la victoria del "Rodillo Rojo" sobre el Imbabura S.C. por 2 a 1. El equipo se quedó fuera de las posibilidades del ascenso con 71 puntos en la Tabla Acumulada de la Serie B del 2016.

### Un nuevo ascenso y un repechaje de la Copa Sudamericana 2018
Luego de 5 temporadas seguidas en que dejaron en el camino al archirrival Olmedo, Técnico Universitario consiguió su ascenso a la Serie A en la temporada 2017 de la Serie B luego de superar en la fecha final de aquel torneo a Liga de Portoviejo por 4-3, y se coronó campeón por sexta vez en su historia. Con esto se convirtió en el club con mayores conquistas de la competición. Además se clasificó al repechaje de la Copa Sudamericana 2018, debiendo a enfrentar a Liga Deportiva Universitaria, pero cayó ante ese equipo por 2-1 en el Estadio Bellavista de Ambato y empató por 3-3 en el Estadio Rodrigo Paz Delgado de Quito.

## Uniforme
- Uniforme titular: Camiseta blanca con franjas verticales rojas, pantalón rojo, medias blancas.
- Uniforme alterno: Camiseta rojo vino, pantalón rojo vino, medias rojo vino.

### Evolución del uniforme titular
| 1971 | 1971-1973 | 1974 | 1975 | 1976 | 1977-1978 | 1978 | 1979 | 1980 | 1981 |

| 1981 | 1982-1985 | 1986 | 1986-1988 | 1989 | 1990-1992 | 1994 | 1994-1995 | 1995 | 1996 |

| 1997 | 1998-2000 | 2000 | 2002 | 2003 | 2004 | 2005 | 2006 | 2007 | 2008 |

| 2009 | 2010 | 2011 | 2012 | 2013 | 2014 | 2015 | 2016 | 2017 | 2017 |

| 2018 | 2019-I | 2019-II | 2020 | 2021 | 2022 | 2023 | 2024 |

### Evolución del uniforme alterno
| 2006 | 2007 | 2008 | 2009 | 2010 | 2011 | 2012 | 2013 | 2014 | 2015 |

| 2016 | 2017 | 2017 | 2018 | 2019 | 2020 | 2021 | 2022 | 2023 | 2024 |

### Evolución del tercer uniforme
| 2018 | 2019 | 2020 | 2021 | 2022 | 2023 | 2024 |

### Uniformes especiales
| Aniversario 50 años | Copa Sudamericana 2024 y Copa Ecuador 2024 | Lucha contra el cáncer 2024 |

### Auspiciantes
| Indumentaria  |                       |
| Período       | Proveedor             |
| 1979-1985     | Sin Marca             |
| 1986          |                       |
| 1987-1992     | Sin Marca             |
| 1993          | Nanque                |
| 1994-1995     | Sin Marca             |
| 1996          | Nanque                |
| 1997          | Textiles del Pacífico |
| 1998          |                       |
| 1999-2001     | Sin Marca             |
| 2002          | SPRIC                 |
| 2003-2008     | Uhlsport              |
| 2009-2016     |                       |
| 2017-2022     |                       |
| 2023          |                       |
| 2024-presente | Vaz Sport             |

| Patrocinador  |                                                     |
| Período       | Patrocinador oficial                                |
| 1979-1985     | Vicuña                                              |
| 1985-1986     | Colchones Paraíso                                   |
| 1986-1987     | Calzado Ejecutivo                                   |
| 1988-1992     | Vicuña                                              |
| 1993-1994     | Cerveza Club                                        |
| 1994-1995     | Ron Bucanero                                        |
| 1996-2002     | Pilsener                                            |
| 2003          | Mavesa                                              |
| 2004-2005     | Pilsener                                            |
| 2006          | Sin Patrocinador                                    |
| 2006          | Pilsener                                            |
| 2007          | Mavesa                                              |
| 2008-2009     | Sin Patrocinador                                    |
| 2010          | Textiles Jhonatex                                   |
| 2011-presente | Cooperativa de Ahorro y Crédito San Francisco Ltda. |

## Estadio

### Estadio Bellavista
El Estadio Bellavista, propiedad de la Federación Deportiva de Tungurahua, es el estadio donde juega de local el Técnico Universitario. Fue inaugurado el 24 de julio de 1945 y posee una capacidad de 16 467 personas reglamentariamente. 
En el año de 1978 el club asciende por primera vez a la Serie A y logra el vicecampeonato de la Serie A con un fútbol contundente. El juego de Técnico Universitario se caracterizó, por jugar con marcadores laterales con llegada y gol.
Fue una de las sedes de los partidos de la Copa América 1993, en donde acogió a Venezuela, Uruguay y Estados Unidos. Se encuentra ubicado en la ciudad de Ambato, en la Av. Bolivariana y Bellavista.

## Instalaciones

### Complejo Deportivo Quillán Loma
El centro de entrenamientos de la institución se encuentra ubicado en la ciudad de Ambato, en el sector de Quillán Loma, y cuenta con tres canchas reglamentarias de fútbol para el equipo principal y las divisiones menores.

## Rivalidades

### Centro Deportivo Olmedo
Si de clásicos se hablan, la historia del Técnico Universitario - Olmedo es una de las más interesantes, pues, todos sus partidos han sido bastante bravos tanto dentro como fuera de la cancha  teniendo a varios encuentros que han sido memorables y que datan desde el fútbol romántico del Ecuador de los años 70 y que luego ya en el profesionalismo, ambos equipos acrecentaron su rivalidad, constituyéndose por su historia y tradición de estos equipos en un verdadero clásico hoy con justicia llamado el Clásico Interandino.

### Club Deportivo Macará
El denominado "Nuevo Clásico Ambateño" tuvo su concepción durante los años 1970, pues en ese entonces el América de Ambato atravesaba una fuerte crisis institucional y económica, donde se necesitaría algo más que esfuerzos , al mismo tiempo por ese entonces la Universidad Técnica de Ambato decidió crear un equipo de futbol para disputar en la Segunda Categoría de Tungurahua y aunque en sus comienzos no tuvo mayor relevancia, en años posteriores ambos clubes supieron mantener reñidos encuentros que prácticamente dividieron a la ciudad de Ambato en los colores celeste y rojo.
El primer encuentro registrado entre ambos se dio en un amistoso que fue disputado el 3 de marzo de 1974 donde el resultado sería favorable para Macará que marcaría por intermedio de Dudar Mina en dos oportunidades, Enrique Garrido y "el chino" Toro completaron los cuatro goles frente a los dos goles conseguidos por Espinoza del cuadro del Técnico Universitario.
Con el Descenso de Macará a la Serie B de Ecuador hasta el Ascenso de Macará a la Serie A de Ecuador en la temporada 2023, el Clásico Ambateño entró en receso.

## Datos del club
- Puesto histórico: 10.°[5]
- Temporadas en Serie A: 32 (1978-1981-I, 1982-1993, 1996-1998, 2000, 2003, 2008-2009, 2012, 2018-presente).[6]
- Temporadas en Serie B: 20 (1975-1977, 1981-II, 1994-1995, 1999, 2001-2002, 2004-2007, 2010-2011, 2013-2017).[6]
- Temporadas en Segunda Categoría de Tungurahua: 4 (1971-1974).
- Mejor puesto en la liga: 2.° (1978 y 1980).[7]
- Peor puesto en la liga: 12.° (2009).
- Mayor goleada a favor en torneos nacionales:
  - 8 - 1 contra Juvenil de Esmeraldas (3 de agosto de 1991).[8]
- Mayor goleada a favor en torneos internacionales:
  - 4 - 1 contra Barcelona de Ecuador (26 de abril  de 1981) (Copa Libertadores 1981).[9]
- Mayor goleada en contra en torneos nacionales:
  - 7 - 0 contra Emelec (7 de abril de 1996).[10]
  - 7 - 0 contra Barcelona (10 de septiembre de 2000).[11]
- Mayor goleada en contra en torneos internacionales:
  - 4 - 0 contra Peñarol de Uruguay (13 de marzo de 1979) (Copa Libertadores 1979).[12]
- Máximo goleador histórico: Gorky Revelo (100 goles anotados en partidos oficiales).
- Máximo goleador en torneos nacionales: Gorky Revelo (97 goles).[13]
- Máximo goleador en torneos internacionales: Fabián Burbano (5 goles).
- Primer partido en torneos nacionales:
  - El Nacional 2 - 0 Técnico Universitario (8 de abril de 1978 en el Estadio Olímpico Atahualpa).[14]
- Primer partido en torneos internacionales:
  - El Nacional 2 - 1 Técnico Universitario (4 de marzo de 1979 en el Estadio Olímpico Atahualpa) (Copa Libertadores 1979).[12]

### Participaciones internacionales
| Competición               | Edición     |
| ------------------------- | ----------- |
| Conmebol Libertadores (2) | 1979, 1981. |
| Conmebol Sudamericana (1) | 2024.       |
| Copa Conmebol (1)         | 1997.       |

Nota: En negrita competiciones vigentes en la actualidad.
| Conmebol Libertadores             | Conmebol Libertadores | Conmebol Libertadores | Conmebol Libertadores | Conmebol Libertadores | Conmebol Libertadores | Conmebol Libertadores | Conmebol Libertadores | Conmebol Libertadores                                                    |
| Edición                           | Ronda                 | PJ                    | PG                    | PE                    | PP                    | GF                    | GC                    | Goleador                                                                 |
| --------------------------------- | --------------------- | --------------------- | --------------------- | --------------------- | --------------------- | --------------------- | --------------------- | ------------------------------------------------------------------------ |
| Copa de Campeones de América 1960 | Ecuador no participó  | Ecuador no participó  | Ecuador no participó  | Ecuador no participó  | Ecuador no participó  | Ecuador no participó  | Ecuador no participó  | Ecuador no participó                                                     |
| Copa de Campeones de América 1961 | No se clasificó       | No se clasificó       | No se clasificó       | No se clasificó       | No se clasificó       | No se clasificó       | No se clasificó       | No se clasificó                                                          |
| Copa de Campeones de América 1962 | No se clasificó       | No se clasificó       | No se clasificó       | No se clasificó       | No se clasificó       | No se clasificó       | No se clasificó       | No se clasificó                                                          |
| Copa de Campeones de América 1963 | No se clasificó       | No se clasificó       | No se clasificó       | No se clasificó       | No se clasificó       | No se clasificó       | No se clasificó       | No se clasificó                                                          |
| Copa de Campeones de América 1964 | No se clasificó       | No se clasificó       | No se clasificó       | No se clasificó       | No se clasificó       | No se clasificó       | No se clasificó       | No se clasificó                                                          |
| Copa Libertadores 1965            | No se clasificó       | No se clasificó       | No se clasificó       | No se clasificó       | No se clasificó       | No se clasificó       | No se clasificó       | No se clasificó                                                          |
| Copa Libertadores 1966            | No se clasificó       | No se clasificó       | No se clasificó       | No se clasificó       | No se clasificó       | No se clasificó       | No se clasificó       | No se clasificó                                                          |
| Copa Libertadores 1967            | No se clasificó       | No se clasificó       | No se clasificó       | No se clasificó       | No se clasificó       | No se clasificó       | No se clasificó       | No se clasificó                                                          |
| Copa Libertadores 1968            | No se clasificó       | No se clasificó       | No se clasificó       | No se clasificó       | No se clasificó       | No se clasificó       | No se clasificó       | No se clasificó                                                          |
| Copa Libertadores 1969            | No se clasificó       | No se clasificó       | No se clasificó       | No se clasificó       | No se clasificó       | No se clasificó       | No se clasificó       | No se clasificó                                                          |
| Copa Libertadores 1970            | No se clasificó       | No se clasificó       | No se clasificó       | No se clasificó       | No se clasificó       | No se clasificó       | No se clasificó       | No se clasificó                                                          |
| Copa Libertadores 1971            | No se clasificó       | No se clasificó       | No se clasificó       | No se clasificó       | No se clasificó       | No se clasificó       | No se clasificó       | No se clasificó                                                          |
| Copa Libertadores 1972            | No se clasificó       | No se clasificó       | No se clasificó       | No se clasificó       | No se clasificó       | No se clasificó       | No se clasificó       | No se clasificó                                                          |
| Copa Libertadores 1973            | No se clasificó       | No se clasificó       | No se clasificó       | No se clasificó       | No se clasificó       | No se clasificó       | No se clasificó       | No se clasificó                                                          |
| Copa Libertadores 1974            | No se clasificó       | No se clasificó       | No se clasificó       | No se clasificó       | No se clasificó       | No se clasificó       | No se clasificó       | No se clasificó                                                          |
| Copa Libertadores 1975            | No se clasificó       | No se clasificó       | No se clasificó       | No se clasificó       | No se clasificó       | No se clasificó       | No se clasificó       | No se clasificó                                                          |
| Copa Libertadores 1976            | No se clasificó       | No se clasificó       | No se clasificó       | No se clasificó       | No se clasificó       | No se clasificó       | No se clasificó       | No se clasificó                                                          |
| Copa Libertadores 1977            | No se clasificó       | No se clasificó       | No se clasificó       | No se clasificó       | No se clasificó       | No se clasificó       | No se clasificó       | No se clasificó                                                          |
| Copa Libertadores 1978            | No se clasificó       | No se clasificó       | No se clasificó       | No se clasificó       | No se clasificó       | No se clasificó       | No se clasificó       | No se clasificó                                                          |
| Copa Libertadores 1979            | Fase de grupos        | 6                     | 0                     | 2                     | 4                     | 4                     | 12                    | Washington Guevara, Roque Párraga, Gerardo Estupiñán y Fabián Burbano: 1 |
| Copa Libertadores 1980            | No se clasificó       | No se clasificó       | No se clasificó       | No se clasificó       | No se clasificó       | No se clasificó       | No se clasificó       | No se clasificó                                                          |
| Copa Libertadores 1981            | Fase de grupos        | 6                     | 1                     | 0                     | 5                     | 11                    | 15                    | Fabián Burbano: 4                                                        |
| Copa Libertadores 1982            | No se clasificó       | No se clasificó       | No se clasificó       | No se clasificó       | No se clasificó       | No se clasificó       | No se clasificó       | No se clasificó                                                          |
| Copa Libertadores 1983            | No se clasificó       | No se clasificó       | No se clasificó       | No se clasificó       | No se clasificó       | No se clasificó       | No se clasificó       | No se clasificó                                                          |
| Copa Libertadores 1984            | No se clasificó       | No se clasificó       | No se clasificó       | No se clasificó       | No se clasificó       | No se clasificó       | No se clasificó       | No se clasificó                                                          |
| Copa Libertadores 1985            | No se clasificó       | No se clasificó       | No se clasificó       | No se clasificó       | No se clasificó       | No se clasificó       | No se clasificó       | No se clasificó                                                          |
| Copa Libertadores 1986            | No se clasificó       | No se clasificó       | No se clasificó       | No se clasificó       | No se clasificó       | No se clasificó       | No se clasificó       | No se clasificó                                                          |
| Copa Libertadores 1987            | No se clasificó       | No se clasificó       | No se clasificó       | No se clasificó       | No se clasificó       | No se clasificó       | No se clasificó       | No se clasificó                                                          |
| Copa Libertadores 1988            | No se clasificó       | No se clasificó       | No se clasificó       | No se clasificó       | No se clasificó       | No se clasificó       | No se clasificó       | No se clasificó                                                          |
| Copa Libertadores 1989            | No se clasificó       | No se clasificó       | No se clasificó       | No se clasificó       | No se clasificó       | No se clasificó       | No se clasificó       | No se clasificó                                                          |
| Copa Libertadores 1990            | No se clasificó       | No se clasificó       | No se clasificó       | No se clasificó       | No se clasificó       | No se clasificó       | No se clasificó       | No se clasificó                                                          |
| Copa Libertadores 1991            | No se clasificó       | No se clasificó       | No se clasificó       | No se clasificó       | No se clasificó       | No se clasificó       | No se clasificó       | No se clasificó                                                          |
| Copa Libertadores 1992            | No se clasificó       | No se clasificó       | No se clasificó       | No se clasificó       | No se clasificó       | No se clasificó       | No se clasificó       | No se clasificó                                                          |
| Copa Libertadores 1993            | No se clasificó       | No se clasificó       | No se clasificó       | No se clasificó       | No se clasificó       | No se clasificó       | No se clasificó       | No se clasificó                                                          |
| Copa Libertadores 1994            | No se clasificó       | No se clasificó       | No se clasificó       | No se clasificó       | No se clasificó       | No se clasificó       | No se clasificó       | No se clasificó                                                          |
| Copa Libertadores 1995            | No se clasificó       | No se clasificó       | No se clasificó       | No se clasificó       | No se clasificó       | No se clasificó       | No se clasificó       | No se clasificó                                                          |
| Copa Libertadores 1996            | No se clasificó       | No se clasificó       | No se clasificó       | No se clasificó       | No se clasificó       | No se clasificó       | No se clasificó       | No se clasificó                                                          |
| Copa Libertadores 1997            | No se clasificó       | No se clasificó       | No se clasificó       | No se clasificó       | No se clasificó       | No se clasificó       | No se clasificó       | No se clasificó                                                          |
| Copa Libertadores 1998            | No se clasificó       | No se clasificó       | No se clasificó       | No se clasificó       | No se clasificó       | No se clasificó       | No se clasificó       | No se clasificó                                                          |
| Copa Libertadores 1999            | No se clasificó       | No se clasificó       | No se clasificó       | No se clasificó       | No se clasificó       | No se clasificó       | No se clasificó       | No se clasificó                                                          |
| Copa Libertadores 2000            | No se clasificó       | No se clasificó       | No se clasificó       | No se clasificó       | No se clasificó       | No se clasificó       | No se clasificó       | No se clasificó                                                          |
| Copa Libertadores 2001            | No se clasificó       | No se clasificó       | No se clasificó       | No se clasificó       | No se clasificó       | No se clasificó       | No se clasificó       | No se clasificó                                                          |
| Copa Libertadores 2002            | No se clasificó       | No se clasificó       | No se clasificó       | No se clasificó       | No se clasificó       | No se clasificó       | No se clasificó       | No se clasificó                                                          |
| Copa Libertadores 2003            | No se clasificó       | No se clasificó       | No se clasificó       | No se clasificó       | No se clasificó       | No se clasificó       | No se clasificó       | No se clasificó                                                          |
| Copa Libertadores 2004            | No se clasificó       | No se clasificó       | No se clasificó       | No se clasificó       | No se clasificó       | No se clasificó       | No se clasificó       | No se clasificó                                                          |
| Copa Libertadores 2005            | No se clasificó       | No se clasificó       | No se clasificó       | No se clasificó       | No se clasificó       | No se clasificó       | No se clasificó       | No se clasificó                                                          |
| Copa Libertadores 2006            | No se clasificó       | No se clasificó       | No se clasificó       | No se clasificó       | No se clasificó       | No se clasificó       | No se clasificó       | No se clasificó                                                          |
| Copa Libertadores 2007            | No se clasificó       | No se clasificó       | No se clasificó       | No se clasificó       | No se clasificó       | No se clasificó       | No se clasificó       | No se clasificó                                                          |
| Copa Libertadores 2008            | No se clasificó       | No se clasificó       | No se clasificó       | No se clasificó       | No se clasificó       | No se clasificó       | No se clasificó       | No se clasificó                                                          |
| Copa Libertadores 2009            | No se clasificó       | No se clasificó       | No se clasificó       | No se clasificó       | No se clasificó       | No se clasificó       | No se clasificó       | No se clasificó                                                          |
| Copa Libertadores 2010            | No se clasificó       | No se clasificó       | No se clasificó       | No se clasificó       | No se clasificó       | No se clasificó       | No se clasificó       | No se clasificó                                                          |
| Copa Libertadores 2011            | No se clasificó       | No se clasificó       | No se clasificó       | No se clasificó       | No se clasificó       | No se clasificó       | No se clasificó       | No se clasificó                                                          |
| Copa Libertadores 2012            | No se clasificó       | No se clasificó       | No se clasificó       | No se clasificó       | No se clasificó       | No se clasificó       | No se clasificó       | No se clasificó                                                          |
| Copa Libertadores 2013            | No se clasificó       | No se clasificó       | No se clasificó       | No se clasificó       | No se clasificó       | No se clasificó       | No se clasificó       | No se clasificó                                                          |
| Copa Libertadores 2014            | No se clasificó       | No se clasificó       | No se clasificó       | No se clasificó       | No se clasificó       | No se clasificó       | No se clasificó       | No se clasificó                                                          |
| Copa Libertadores 2015            | No se clasificó       | No se clasificó       | No se clasificó       | No se clasificó       | No se clasificó       | No se clasificó       | No se clasificó       | No se clasificó                                                          |
| Copa Libertadores 2016            | No se clasificó       | No se clasificó       | No se clasificó       | No se clasificó       | No se clasificó       | No se clasificó       | No se clasificó       | No se clasificó                                                          |
| Conmebol Libertadores 2017        | No se clasificó       | No se clasificó       | No se clasificó       | No se clasificó       | No se clasificó       | No se clasificó       | No se clasificó       | No se clasificó                                                          |
| Conmebol Libertadores 2018        | No se clasificó       | No se clasificó       | No se clasificó       | No se clasificó       | No se clasificó       | No se clasificó       | No se clasificó       | No se clasificó                                                          |
| Conmebol Libertadores 2019        | No se clasificó       | No se clasificó       | No se clasificó       | No se clasificó       | No se clasificó       | No se clasificó       | No se clasificó       | No se clasificó                                                          |
| Conmebol Libertadores 2020        | No se clasificó       | No se clasificó       | No se clasificó       | No se clasificó       | No se clasificó       | No se clasificó       | No se clasificó       | No se clasificó                                                          |
| Conmebol Libertadores 2021        | No se clasificó       | No se clasificó       | No se clasificó       | No se clasificó       | No se clasificó       | No se clasificó       | No se clasificó       | No se clasificó                                                          |
| Conmebol Libertadores 2022        | No se clasificó       | No se clasificó       | No se clasificó       | No se clasificó       | No se clasificó       | No se clasificó       | No se clasificó       | No se clasificó                                                          |
| Conmebol Libertadores 2023        | No se clasificó       | No se clasificó       | No se clasificó       | No se clasificó       | No se clasificó       | No se clasificó       | No se clasificó       | No se clasificó                                                          |
| Conmebol Libertadores 2024        | No se clasificó       | No se clasificó       | No se clasificó       | No se clasificó       | No se clasificó       | No se clasificó       | No se clasificó       | No se clasificó                                                          |
| Conmebol Libertadores 2025        | No se clasificó       | No se clasificó       | No se clasificó       | No se clasificó       | No se clasificó       | No se clasificó       | No se clasificó       | No se clasificó                                                          |
| Total                             |                       | 12                    | 1                     | 2                     | 9                     | 15                    | 27                    | Fabián Burbano: 5                                                        |

| Conmebol Sudamericana  | Conmebol Sudamericana | Conmebol Sudamericana | Conmebol Sudamericana | Conmebol Sudamericana | Conmebol Sudamericana | Conmebol Sudamericana | Conmebol Sudamericana | Conmebol Sudamericana |
| Edición                | Ronda                 | PJ                    | PG                    | PE                    | PP                    | GF                    | GC                    | Goleador              |
| ---------------------- | --------------------- | --------------------- | --------------------- | --------------------- | --------------------- | --------------------- | --------------------- | --------------------- |
| Copa Sudamericana 2002 | No se clasificó       | No se clasificó       | No se clasificó       | No se clasificó       | No se clasificó       | No se clasificó       | No se clasificó       | No se clasificó       |
| Copa Sudamericana 2003 | No se clasificó       | No se clasificó       | No se clasificó       | No se clasificó       | No se clasificó       | No se clasificó       | No se clasificó       | No se clasificó       |
| Copa Sudamericana 2004 | No se clasificó       | No se clasificó       | No se clasificó       | No se clasificó       | No se clasificó       | No se clasificó       | No se clasificó       | No se clasificó       |
| Copa Sudamericana 2005 | No se clasificó       | No se clasificó       | No se clasificó       | No se clasificó       | No se clasificó       | No se clasificó       | No se clasificó       | No se clasificó       |
| Copa Sudamericana 2006 | No se clasificó       | No se clasificó       | No se clasificó       | No se clasificó       | No se clasificó       | No se clasificó       | No se clasificó       | No se clasificó       |
| Copa Sudamericana 2007 | No se clasificó       | No se clasificó       | No se clasificó       | No se clasificó       | No se clasificó       | No se clasificó       | No se clasificó       | No se clasificó       |
| Copa Sudamericana 2008 | No se clasificó       | No se clasificó       | No se clasificó       | No se clasificó       | No se clasificó       | No se clasificó       | No se clasificó       | No se clasificó       |
| Copa Sudamericana 2009 | No se clasificó       | No se clasificó       | No se clasificó       | No se clasificó       | No se clasificó       | No se clasificó       | No se clasificó       | No se clasificó       |
| Copa Sudamericana 2010 | No se clasificó       | No se clasificó       | No se clasificó       | No se clasificó       | No se clasificó       | No se clasificó       | No se clasificó       | No se clasificó       |
| Copa Sudamericana 2011 | No se clasificó       | No se clasificó       | No se clasificó       | No se clasificó       | No se clasificó       | No se clasificó       | No se clasificó       | No se clasificó       |
| Copa Sudamericana 2012 | No se clasificó       | No se clasificó       | No se clasificó       | No se clasificó       | No se clasificó       | No se clasificó       | No se clasificó       | No se clasificó       |
| Copa Sudamericana 2013 | No se clasificó       | No se clasificó       | No se clasificó       | No se clasificó       | No se clasificó       | No se clasificó       | No se clasificó       | No se clasificó       |
| Copa Sudamericana 2014 | No se clasificó       | No se clasificó       | No se clasificó       | No se clasificó       | No se clasificó       | No se clasificó       | No se clasificó       | No se clasificó       |
| Copa Sudamericana 2015 | No se clasificó       | No se clasificó       | No se clasificó       | No se clasificó       | No se clasificó       | No se clasificó       | No se clasificó       | No se clasificó       |
| Copa Sudamericana 2016 | No se clasificó       | No se clasificó       | No se clasificó       | No se clasificó       | No se clasificó       | No se clasificó       | No se clasificó       | No se clasificó       |
| Copa Sudamericana 2017 | No se clasificó       | No se clasificó       | No se clasificó       | No se clasificó       | No se clasificó       | No se clasificó       | No se clasificó       | No se clasificó       |
| Copa Sudamericana 2018 | No se clasificó       | No se clasificó       | No se clasificó       | No se clasificó       | No se clasificó       | No se clasificó       | No se clasificó       | No se clasificó       |
| Copa Sudamericana 2019 | No se clasificó       | No se clasificó       | No se clasificó       | No se clasificó       | No se clasificó       | No se clasificó       | No se clasificó       | No se clasificó       |
| Copa Sudamericana 2020 | No se clasificó       | No se clasificó       | No se clasificó       | No se clasificó       | No se clasificó       | No se clasificó       | No se clasificó       | No se clasificó       |
| Copa Sudamericana 2021 | No se clasificó       | No se clasificó       | No se clasificó       | No se clasificó       | No se clasificó       | No se clasificó       | No se clasificó       | No se clasificó       |
| Copa Sudamericana 2022 | No se clasificó       | No se clasificó       | No se clasificó       | No se clasificó       | No se clasificó       | No se clasificó       | No se clasificó       | No se clasificó       |
| Copa Sudamericana 2023 | No se clasificó       | No se clasificó       | No se clasificó       | No se clasificó       | No se clasificó       | No se clasificó       | No se clasificó       | No se clasificó       |
| Copa Sudamericana 2024 | Primera fase          | 1                     | 0                     | 0                     | 1                     | 0                     | 3                     | ND:                   |
| Copa Sudamericana 2025 | No se clasificó       | No se clasificó       | No se clasificó       | No se clasificó       | No se clasificó       | No se clasificó       | No se clasificó       | No se clasificó       |
| Total                  |                       | 1                     | 0                     | 0                     | 1                     | 0                     | 3                     | ND                    |

| Copa Conmebol      | Copa Conmebol    | Copa Conmebol   | Copa Conmebol   | Copa Conmebol   | Copa Conmebol   | Copa Conmebol   | Copa Conmebol   | Copa Conmebol   |
| Edición            | Ronda            | PJ              | PG              | PE              | PP              | GF              | GC              | Goleador        |
| ------------------ | ---------------- | --------------- | --------------- | --------------- | --------------- | --------------- | --------------- | --------------- |
| Copa Conmebol 1992 | No se clasificó  | No se clasificó | No se clasificó | No se clasificó | No se clasificó | No se clasificó | No se clasificó | No se clasificó |
| Copa Conmebol 1993 | No se clasificó  | No se clasificó | No se clasificó | No se clasificó | No se clasificó | No se clasificó | No se clasificó | No se clasificó |
| Copa Conmebol 1994 | No se clasificó  | No se clasificó | No se clasificó | No se clasificó | No se clasificó | No se clasificó | No se clasificó | No se clasificó |
| Copa Conmebol 1995 | No se clasificó  | No se clasificó | No se clasificó | No se clasificó | No se clasificó | No se clasificó | No se clasificó | No se clasificó |
| Copa Conmebol 1996 | No se clasificó  | No se clasificó | No se clasificó | No se clasificó | No se clasificó | No se clasificó | No se clasificó | No se clasificó |
| Copa Conmebol 1997 | Octavos de final | 2               | 0               | 1               | 1               | 0               | 3               |                 |
| Copa Conmebol 1998 | No se clasificó  | No se clasificó | No se clasificó | No se clasificó | No se clasificó | No se clasificó | No se clasificó | No se clasificó |
| Copa Conmebol 1999 | No se clasificó  | No se clasificó | No se clasificó | No se clasificó | No se clasificó | No se clasificó | No se clasificó | No se clasificó |
| Total              |                  | 2               | 0               | 1               | 1               | 0               | 3               |                 |

### Resumen estadístico
- Última actualización: Actualizado 11 de marzo de 2025.

| Competición                      | Part | PJ   | PG  | PE  | PP  | GF   | GC   | DG   | PTS  | Mejor resultado  |
| -------------------------------- | ---- | ---- | --- | --- | --- | ---- | ---- | ---- | ---- | ---------------- |
| Torneos nacionales               |      |      |     |     |     |      |      |      |      |                  |
| Campeonato Ecuatoriano de Fútbol | 27   | 1008 | 325 | 246 | 426 | 1215 | 1501 | -286 | 1221 | Subcampeón       |
| Copa Ecuador                     | 1    | 6    | 4   | 0   | 2   | 9    | 5    | +4   | 12   | Cuartos de final |
| Torneos internacionales          |      |      |     |     |     |      |      |      |      |                  |
| Conmebol Libertadores            | 2    | 12   | 1   | 2   | 9   | 15   | 27   | -12  | 4    | Fase de grupos   |
| Conmebol Sudamericana            | 1    | 1    | 0   | 0   | 1   | 0    | 3    | -3   | 0    | Primera fase     |
| Copa Conmebol                    | 1    | 2    | 0   | 1   | 1   | 0    | 3    | -3   | 1    | Octavos de final |
| Total                            | 31   | 1028 | 330 | 249 | 438 | 1239 | 1536 | -297 | 1238 |                  |

## Jugadores

### Plantilla 2025
- Última actualización: 20 de julio de 2025.

#### Altas y bajas primer semestre 2025
- Última actualización: 28 de enero de 2025.

| Altas                |                |                     |                 |
| Jugador              | Posición       | Procedencia         | Tipo            |
| Jonathan Villafuerte | Guardameta     | Macará              | Libre           |
| Marcio Gómez         | Defensa        | Estudiantes (RC)    | Libre           |
| Jordan Mohor         | Defensa        | Aucas               | Libre           |
| Marvin Cortez        | Centrocampista | Deportivo Quito     | Libre           |
| Bryan Corozo         | Centrocampista | Deportivo Cuenca    | Libre           |
| Andrés Chicaiza      | Centrocampista | Deportivo Garcilaso | Libre           |
| Jostin Alman         | Delantero      | Delfín              | Libre           |
| Cristopher Angulo    | Delantero      | Manta F. C.         | Libre           |
| José Miguel Andrade  | Delantero      | Orense              | Libre           |
| Jorge Ordóñez        | Delantero      | El Nacional         | Libre           |
| Aldair Vásquez       | Delantero      | Astillero           | Libre           |
| Jairón Charcopa      | Delantero      | Liga de Quito       | Préstamo        |
| Bajas                |                |                     |                 |
| Jugador              | Posición       | Destino             | Tipo            |
| Darwin Cuero         | Guardameta     | Macará              | Fin de contrato |
| Carlos Pérez         | Defensa        | Bandera de ?        | Fin de contrato |
| Jimmy Mina           | Defensa        | Bandera de ?        | Fin de contrato |
| Tito Valencia        | Defensa        | Bandera de ?        | Fin de contrato |
| Carlos Arboleda      | Defensa        | Libertad            | Fin de contrato |
| Diego Armas          | Centrocampista | Orense              | Fin de contrato |
| José Luis Cazares    | Centrocampista | Macará              | Fin de contrato |
| Jeison Chalá         | Centrocampista | El Nacional         | Fin de contrato |
| Édison Vega          | Centrocampista | Delfín              | Fin de contrato |
| Edgar Lastre         | Delantero      | Libertad            | Fin de contrato |
| Diego Ledesma        | Delantero      | Bandera de ?        | Fin de contrato |

### Goleadores

#### Máximos goleadores históricos
| N.° | Jugador            | Temporadas             | Goles |
| --- | ------------------ | ---------------------- | ----- |
| 1   | Gorky Revelo       | 1976-1984, 1988-1993.  | 106   |
| 2   | Fabian V. Burbano  | 1977-1987              | 90    |
| 3   | Geovanny Mera      | 1980-1983, 1997-1998   | 42    |
| 4   | Diego Armas        | 2015-2019, 2022 y 2024 | 37    |
| 5   | Jean Carlos Blanco | 2022-2024.             | 17    |
| 6   | Charles Vélez      | 2016-2019.             | 14    |
| 7   | Stiven Tapiero     | 2020, 2022-2023.       | 12    |

## Palmarés

### Torneos nacionales
| Competición              | Títulos                                            | Subcampeonatos |
| ------------------------ | -------------------------------------------------- | -------------- |
| Serie A de Ecuador (0/2) |                                                    | 1978, 1980.    |
| Serie B de Ecuador (6/1) | 1977-II, 1981-II, 1999, 2002, 2011, 2017. (récord) | 1995.          |

### Torneos provinciales
| Competición                         | Títulos     | Subcampeonatos |
| ----------------------------------- | ----------- | -------------- |
| Segunda Categoría de Tungurahua (2) | 1973, 1974. |                |

### Torneos amistosos
| Torneos internacionales                       |         |                |
| Competición                                   | Títulos | Subcampeonatos |
| Cuadrangular Internacional de Las Luces (0/1) |         | 1995.          |